# Parentosoma

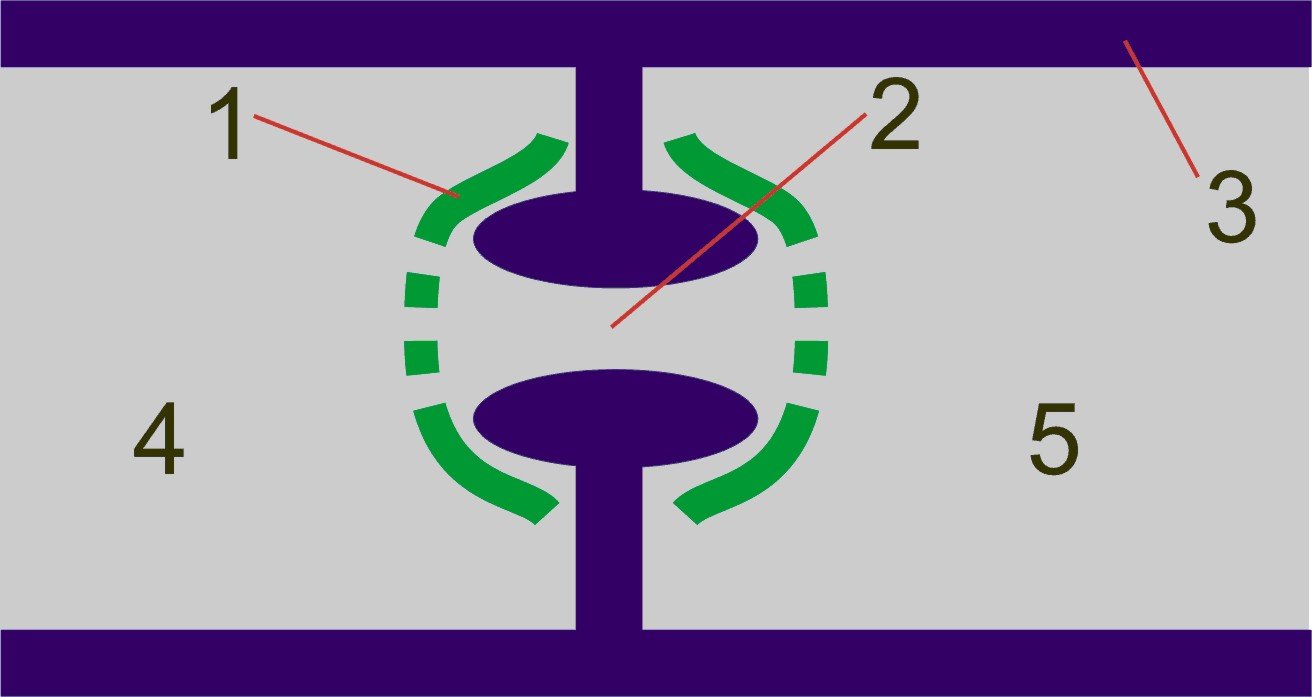
Esquema de la situació d'un parentosoma en la cèl·lula. 1. parentosoma. 2. dolipor en el septe que separa les dues cèl·lules. 3. paret cel·lular. 4 i 5. dues cèl·lules en la hifa del fong.

Els parentosomes o parentesomes són un tipus d'orgànul cel·lular que apareix a les cèl·lules de la majoria dels fongs basidiomicets, està situada a tots dos costats del porus de la septa que separa les cèl·lules de les hifes del fong. Aquests porus en els basidiomicets tenen la forma d'un bót i reben el nom de dolipors i sobre d'ells, tapant-los parcialment per tots dos costats, estan situats els parentosomes.
La seva existència es coneixia des de 1933 pels treballs iniciats per Buller, però van ser Moore i McAlear el 1962 els que anomenaren aquestes estructures dels septes com dolipor i parentosoma (parenthesome), respectivament, ja que els parentosomes eren com cúpules amb forma de parèntesis ortogràfics situades sobre els porus septals. La forma d'aquests orgànules és molt variada, i poden ser perforats, imperforats, dividits en diverses seccions cupuliformes o en diverses obertures i secció discontínua. Les variacionsen la seva forma serveixen per identificar espècies i grups i establir les seves relacions filogenètiques.
La funció s'aquests orgànuls no està clara i la seva composició encara no està completament establerta.